# Super Smash Bros. Brawl
Super Smash Bros. Brawl (SSBB, 大乱闘スマッシュブラザーズX Dairantō Sumasshu Burazāzu Ekusu für „Riesenrauferei Smash Brothers X“) ist ein Videospiel für die Wii und der dritte Teil der Super-Smash-Bros.-Reihe. Das Spiel erschien erstmals in Japan Ende Januar, in Nordamerika im März und in Europa und Australien Ende Juni 2008. Brawl wurde in Zusammenarbeit von Sora Ltd. und Nintendo entwickelt und von letzteren veröffentlicht.
Das Spiel wird dem Fighting-Game-Genre zugeordnet und ist ein Crossover aus verschiedenen Spielereihen, vor allem aus Nintendo Spielereihen, wie Super Mario, The Legend of Zelda, Metroid und Pokémon, aber auch aus den Third-Party-Spielereihen Sonic the Hedgehog und Metal Gear. Als ein solches enthält das Spiel Figuren aus den verschiedenen Spielereihen mit denen der Spieler gegeneinander antreten kann.
Super Smash Bros. Brawl wurde von Kritikern gelobt und war mit über 13 Millionen verkauften Einheiten auch ein kommerzieller Erfolg. Das Spiel ist der Nachfolger zu Super Smash Bros. Melee für den Nintendo GameCube und erhielt im Jahre 2014 mit Super Smash Bros. for Nintendo 3DS und for Wii U zwei Nachfolger für die Wii U und den Nintendo 3DS.

## Spielprinzip
Super Smash Bros. Brawl ist ein zweidimensionales Fighting Game. Der Spieler kämpft mit einer Spielfigur in verschiedenen Arenen gegen andere Figuren. Um die gegnerischen Figuren zu Besiegen müssen diese aus dem Bild befördert werden. Dazu muss der Spieler die gegnerischen Figuren mit Schlägen, Tritten und weiteren Attacken schwächen, was eine in Prozent angegebene „Schadensanzeige“ erhöht und darin resultiert, dass gegnerische Figuren durch Angriffe weiter durch die Luft geschleudert werden und somit leichter aus dem Bild zu befördern sind. Die Angriffe der Charaktere sind meist ihrer Spielreihe entnommen. So kämpft Link aus The Legend of Zelda zum Beispiel mit Schwert, Bomben und Bumerang, während Mario mit Feuerbällen um sich wirft.
| Charakter        | Spieleserie           | Spielbar von Beginn an? | Spielbar in | Spielbar in |
| Charakter        | Spieleserie           | Spielbar von Beginn an? | SSB         | SSBM        |
| ---------------- | --------------------- | ----------------------- | ----------- | ----------- |
| Mario            | Super Mario           | Ja                      | Ja          | Ja          |
| Donkey Kong      | Donkey Kong           | Ja                      | Ja          | Ja          |
| Link             | The Legend of Zelda   | Ja                      | Ja          | Ja          |
| Samus Aran       | Metroid               | Ja                      | Ja          | Ja          |
| Yoshi            | Yoshi                 | Ja                      | Ja          | Ja          |
| Kirby            | Kirby                 | Ja                      | Ja          | Ja          |
| Fox McCloud      | Star Fox              | Ja                      | Ja          | Ja          |
| Pikachu          | Pokémon               | Ja                      | Ja          | Ja          |
| Pummeluff        | Pokémon               | Freischaltbar           | Ja          | Ja          |
| Luigi            | Super Mario           | Freischaltbar           | Ja          | Ja          |
| Ness             | Mother                | Freischaltbar           | Ja          | Ja          |
| Captain Falcon   | F-Zero                | Freischaltbar           | Ja          | Ja          |
| Bowser           | Super Mario           | Ja                      | Nein        | Ja          |
| Peach            | Super Mario           | Ja                      | Nein        | Ja          |
| Ice Climbers     | Ice Climber           | Ja                      | Nein        | Ja          |
| Zelda            | The Legend of Zelda   | Ja                      | Nein        | Ja          |
| Falco Lombardi   | Star Fox              | Freischaltbar           | Nein        | Ja          |
| Ganondorf        | The Legend of Zelda   | Freischaltbar           | Nein        | Ja          |
| Marth            | Fire Emblem           | Freischaltbar           | Nein        | Ja          |
| Mr. Game & Watch | Game & Watch          | Freischaltbar           | Nein        | Ja          |
| Pit              | Kid Icarus            | Ja                      | Nein        | Nein        |
| Wario            | Wario                 | Ja                      | Nein        | Nein        |
| Ike              | Fire Emblem           | Ja                      | Nein        | Nein        |
| Pokémon Trainer  | Pokémon               | Ja                      | Nein        | Nein        |
| Diddy Kong       | Donkey Kong           | Ja                      | Nein        | Nein        |
| Meta-Knight      | Kirby                 | Ja                      | Nein        | Nein        |
| Lucas            | Mother                | Ja                      | Nein        | Nein        |
| König Dedede     | Kirby                 | Ja                      | Nein        | Nein        |
| Olimar           | Pikmin                | Ja                      | Nein        | Nein        |
| Lucario          | Pokémon               | Freischaltbar           | Nein        | Nein        |
| R.O.B.           | Robot Operation Buddy | Freischaltbar           | Nein        | Nein        |
| Toon-Link        | The Legend of Zelda   | Freischaltbar           | Nein        | Nein        |
| Wolf             | Star Fox              | Freischaltbar           | Nein        | Nein        |
| Snake            | Metal Gear            | Freischaltbar           | Nein        | Nein        |
| Sonic            | Sonic the Hedgehog    | Freischaltbar           | Nein        | Nein        |

In Brawl sind insgesamt 35 Charaktere spielbar, zählt man Shiek, Schiggy, Bisaknosp, Glurak und Zero Suit Samus – die nur im laufenden Spiel gewählt werden können – einzeln, kommt man auf 39 spielbare Charaktere. Davon können 21 Charaktere von Beginn an gespielt werden, 14 weitere Figuren müssen im Verlauf des Spiels freigespielt werden. Dabei wurden 21 – und damit erstmals nicht alle – Charaktere aus dem Vorgänger Super Smash Bros. Melee übernommen. Zusätzlich waren erstmals mit Konamis Snake, dem Protagonisten der Metal-Gear-Reihe, und dem Sega-Maskottchen Sonic Charaktere aus Spielereihen, die nicht zu Nintendo gehören vertreten. Bereits in den Vorgängern vertretene Spielereihen wie Donkey Kong oder Kirby wurden um zusätzliche Figuren erweitert und durch Charaktere wie Wario oder Olimar, den Protagonisten der Pikmin-Spiele, sind auch Charaktere aus neuen Spielereihen spielbar. Mit dem neu hinzugefügten R.O.B., stammt erstmals eine Figur nicht aus einem Spiel, sondern ist ein Zubehör für das NES.
Im Mehrspieler-Modus von Brawl sind insgesamt 41 Arenen spielbar, 29 davon sind von Anfang an spielbar, 12 weitere müssen im Verlauf des Spiels freigespielt werden. Die Arenen sind dabei Orten aus den Spielen der spielbaren Figuren entnommen. Während den Kämpfen in den jeweiligen Arenen spielt Musik aus den jeweiligen Spielereihen. In den Arenen tauchen zufällig Items auf, die sich oftmals an Gegenständen aus verschiedenen Nintendo-Spielen orientieren. Zusätzlich zu den freischaltbaren Charakteren kann der Spieler durch das Erfüllen bestimmter Bedingungen Trophäen erhalten, die auf Charakteren und Gegenständen aus verschiedenen Spielen basieren. Insgesamt gibt es in Brawl 544 Trophäen.
Eine der größten spielerischen Neuerungen in Brawl ist die Ultra-Smash-Attacke, ein potenter Angriff, der durch ein spezielles Item, den Smash-Ball, ausgeführt werden kann. Der Smash-Ball taucht in variierenden Abständen während eines Kampfes auf und fliegt in zufälligen Bahnen über den Bildschirm und verschwindet, sobald er eine bestimmte Anzahl an Angriffen erfahren hat. Der Spielfigur, die den letzten Angriff auf den Smash-Ball ausgeführt hat, steht nun ihr individueller Ultra-Smash einmalig zur Verfügung.

### Spielmodi
Super Smash Bros. Brawl ist sowohl im Einzelspieler- als auch im Mehrspieler-Modus spielbar. Das Spiel wurde neben dem bereits aus dem ersten Spiel der Reihe bekannten, hier „Classic“ betitelten, Einzelspieler Modus, in dem der Spieler mit einer gewählten Figur gegen eine feste Reihenfolge von Gegnern kämpft, um weitere Einzelspieler-Modi erweitert. Im „Stadion“-Modus muss der Spieler in drei Minispielen Highscores aufstellen und überbieten. Im „Ereignisse“-Modus muss der Spieler 45 Aufgaben erfüllen, bei denen es nicht nur um das Bekämpfen von Gegner geht, sondern auch um beispielsweise das zerstören von Plattformen oder das Erreichen einer Zielfahne. Zuletzt gibt es den Abenteuermodus „Subraum-Emissär“ (engl. „Subspace Emissary“) in dem der Spieler erstmals in der Spielereihe eine Handlung erlebt, in der der Spieler die „Subraum-Armee“ davon abhalten muss die Welt in Stücke zu schneiden und in den „Subraum“ eine dunkle Welt jenseits der normalen Welt zu transportieren. Dabei muss der Spieler sich durch Jump-’n’-Run-Level bewegen und dabei gegen verschiedene Gegner kämpfen. Im Verlauf der Handlung schaltet der Spieler dabei mehr und mehr spielbare Charaktere frei. Der „Subraum-Emissär“ ist sowohl alleine, als auch zu zweit spielbar.
Im Mehrspielermodus kann der Spieler – wie bereits in den Vorgängern – mit bis zu drei weiteren Mitspielern spielen. Dabei kann je nach Spielmodus entweder in Gruppen oder jeder gegen jeden gekämpft werden. Die Kämpfe gehen entweder über eine festgelegte Zeit oder mit einer bestimmten Anzahl an Leben. Fehlende Spieler können durch KI-gesteuerte Charaktere ersetzt werden. Zusätzlich unterstützt Brawl als erstes Spiel der Reihe auch einen Online-Mehrspieler-Modus mit zwei Verbindungsarten: Entweder kann der Spieler mit Freunden spielen, deren Namen er in einer persönlichen Liste hat, dabei kann man sich zuvor selbst definierte Nachrichten schicken, oder der Spieler wird zufällig mit anderen Spielern verbunden und kann dann weder deren Namen einsehen noch ihnen Nachrichten schicken. Diese Kämpfe sind auf die Modi „Jeder-gegen-Jeden“ und „Zwei-gegen-Zwei“ beschränkt. Weitere Nutzungsmöglichkeiten der Onlinefunktion beinhalten das Versenden eigen erstellter Kampfarenen, Screenshots, und Video-Aufnahmen.
Das Spiel unterstützt vier Steuerungsmodi:
- Die Wii-Fernbedienung wird horizontal mit beiden Händen wie ein Gamepad gehalten.
- Die Wii-Fernbedienung wird mit einer verbundenen Nunchuk-Erweiterung benutzt.
- Der Classic-Controller/Pro wird unterstützt.
- Zusätzlich kann das Spiel mit an der Wii-Konsole angeschlossenen GameCube-Controllern gespielt werden.

Für jede dieser Steuerungsoptionen kann man die Tastenbelegung frei verändern und unter einem Spielerprofil speichern. Dieses Profil kann vor einer Spielrunde in der Charakterauswahl geladen werden.

### Musik
Während in den Vorgängern Super Smash Bros. Brawls pro Arena nur ein Musikstück zur Verfügung stand entschieden sich die Entwickler von Brawl dem Spieler die Entscheidung zu überlassen, welche Musikstücke in welcher Arena gespielt werden. Deshalb kann der Spieler im „Soundmenü“ des Spiels auswählen, wie hoch die Wahrscheinlichkeit ist, dass ein bestimmtes Stück in einer bestimmten Arena gespielt wird.
Dabei stammen die Musikstücke in Brawl aus Spielen aller Nintendo-Konsolen-Generationen, angefangen mit dem Nintendo Entertainment System. Allerdings enthält Brawl, auch wegen der Charaktere aus nicht zu Nintendo gehörenden Marken, erstmals auch Musikstücke deren Rechte nicht bei Nintendo liegen, weshalb Verhandlungen mit den jeweiligen Rechteinhabern vonnöten waren.
Dabei wurden zahlreiche ältere Musikstücke von Nintendo-internen oder -externen Komponisten wie Koji Kondo und Yuzo Koshiro neu arrangiert. Die Titelmusik des Spiels komponierte Nobuo Uematsu.

## Entwicklung und Veröffentlichung
Die Entwicklung an einem Super-Smash-Bros.-Spiel für die Nintendo Wii, zu dem Zeitpunkt noch als Projekt Revolution bekannt, wurde von Satoru Iwata auf der E3 2005 bekanntgegeben. Da sich viele Spieler ein Super-Smash-Bros.-Spiel, welches von der Netzwerk-Funktion der Wii Gebrauch machte, wünschten, deutete Iwata an, dass das Spiel diese Funktion nutzen würde. Der spätere Director des Spiels Masahiro Sakurai erfuhr auf dieser E3 Pressekonferenz ebenfalls erstmals von der Entwicklung Super Smash Bros. Brawls. Im Anschluss an diese Bekanntgabe, noch im Laufe der E3, teilte Iwata Sakurai mit, dass er letzteren gerne als Director einsetzen würde.
Im Mai 2007 gab Nintendo bekannt, dass Super Smash Bros. Brawl noch im Jahr 2007 veröffentlicht werden soll. Nachdem noch auf der E3 2007 Veröffentlichungstermine Ende 2007 bekanntgegeben wurden, gab Nintendo später 2007 bekannt, dass Smash Bros. Brawl erst Anfang 2008 erscheinen soll: In Japan am 24. Januar, in den USA am 10. Februar, später gab Nintendo dann eine weitere Verschiebung auf die finalen Veröffentlichungstermine bekannt: In Japan auf den 31. Januar, in den Vereinigten Staaten auf den 9. März. Den finalen europäischen Veröffentlichungstermin gab Nintendo dann Anfang Mai 2008 bekannt: Das Spiel sollte schon knapp drei Monate später am 27. Juni 2008 erscheinen.
Da Super Smash Bros. Brawl, unter anderem durch die Intro-Sequenzen des Subraum Emissär, mehr Speicherplatz benötigte, als alle bisherigen Wii-Spiele wurde es als erstes Wii-Spiel nicht auf einer Single-Layer-Disc sondern auf einer Dual-Layer-Disc veröffentlicht, welche mehr Speicherplatz bereithält. Nintendo bestätigte im Veröffentlichungszeitraum, dass einige Wii-Modelle durch eine verdreckte Linse Probleme beim Lesen der Disc haben können, wodurch ein Reparaturangebot und ein Linsenreinigungsset im Nachhinein angeboten wurden. Zwar setzte Nintendo bei anderen Spielen, die nach Super Smash Bros. Brawl erschienen sind, wieder auf die herkömmliche Single-Layer-Disc, hat sich aber für Spiele wie Metroid Other M, Xenoblade Chronicles oder The Last Story auch für die Dual-Layer-Discs entschieden.

## Mods
Durch einen Fehler in der Programmierung beim Laden von selbsterstellten Arenen gelang es Fans selbstgemachte Modifikationen am Quellcode von Super Smash Bros. Brawl vorzunehmen. Dies erlaubt es Spielern unter anderem eigene Kostüme oder Kämpfer in das Spiel einzufügen.
Als Resultat dieses Fehlers entstanden verschiedene fangemachte Modifikationen von Super Smash Bros. Brawl, die das Gameplay mit unterschiedlichen Zielen verändern. Diese Veränderungen reichten von rein graphischen Veränderungen oder dem Hinzufügen neuer Charaktere bis hin zum Verändern ganzer Gameplay-Mechaniken oder Charakter-Movesets, oftmals mit dem Ziel eines ausgeglicheneren Balancings.
Einige populäre Mods sind:
- Project M, der wohl populärste Brawl-Mod mit dem Ziel das Gameplay Brawls mehr an das des schnelleren Vorgängers Melee anzunähern. Am 1. Dezember 2015 verkündete das Entwicklerteam, die Weiterentwicklung aus rechtlichen Bedenken einzustellen.[13]
- Brawl+, einer der ersten erfolgreichen Mods mit dem Ziel, hauptsächlich durch Stärkenreduktion schlechte Matchups zu reduzieren.
- Verschiedene Legacy-Varianten von Project M, die je nach Variante versuchen, den Ansprüchen von Gelegenheitsspielern und Turnierspielern entgegenzukommen.

Zeitweise war Project M eine Disziplin in internationalen Fighting-Game-Turnieren wie Evo und CEO, die sich nicht auf Spiele der Super-Smash-Bros.-Reihe fokussieren oder einschränken.

## Rezeption
| Deutschsprachiger Raum | Deutschsprachiger Raum |
| Publikation            | Wertung                |
| ---------------------- | ---------------------- |
| 4Players               | 88 %                   |
| Eurogamer.de           | 10/10                  |
| Internationaler Raum   |                        |
| IGN                    | 9,5/10                 |
| Famitsu                | 40/40                  |
| Nintendo Life          | 9/10                   |
| Metawertungen          |                        |
| Metacritic             | 93 %                   |

Super Smash Bros. Brawl wurde von der Fachpresse insgesamt sehr gut aufgenommen und erhielt durchgehend positive Wertungen. So erreichte das Spiel auf der Aggregationswebsite Metacritic eine Wertung von 93 von 100 Punkten und hat damit zusammen mit Super Smash Bros. Ultimate die beste aggregierte Wertung der Reihe.
Gelobt wurde Super Smash Bros. Brawl vor allem für den spaßigen Multiplayer-Modus, das zwar einfach zu erlernende, aber durch eine hohe taktische Tiefe nur schwer zu meisternde Gameplay und den großen Umfang des Spiels. So schrieb der Videospielejournalist Paul Kautz in einem Test für die Zeitschrift 4Players:

“Die Empfehlung fällt sehr einfach: Habt ihr genügend Controller und Freunde bei der Hand, die nichts gegen ein gepflegtes Chaoten-Prügelfest einzuwenden haben, dann ist Super Smash Bros. Brawl das Spiel eurer Träume! Es gibt kein Game, das zu viert mehr Spaß macht, selbst Bomberman muss da seinen explosiven Hut ziehen. Der gigantische Kader, die verblüffende Balance der Figuren, der erschlagende Umfang des Bonusmaterials – keine Frage, dieses Spiel kann und wird auf Monate hinaus beschäftigen!”

Außerdem gelobt wurde der – für ein auf Multiplayer ausgelegtes Spiel – sehr abwechslungs- und umfangreiche Singleplayer-Modus „Subraum Emissär“, die einfache Steuerung und die große Auswahl an Musik.
Kritisiert wurden unter anderem kleinere Lags im Online-Modus und das technisch nur mäßige Aussehen des Spiels. Außerdem kritisierte Matt Casamassina von IGN an Brawl:

“It's true -- there are a few minor quibbles to be made about the sometimes-repetitive single-player mode, unexplored third party character additions, lacking online communication options, or the largely familiar content inherent to sequels. But the moment you gather together with friends for a multiplayer match only to find, several minutes later, that you still haven't blinked, you'll have taken your first step into the digital drug that is Super Smash Bros. Brawl […].”

„Es stimmt -- Es gibt ein paar kleinere Kritikpunkte, am manchmal repetitiven Einzelspielermodus, den nicht ganz erschlossenen neuen Third-Party-Charakteren, den fehlenden Auswahlmöglichkeiten in der Online-Kommunikation oder den großen inhaltlichen Überschneidungen mit den Vorgängern. Aber in dem Moment, wo du dich mit deinen Freunden zu einem Mehrspieler-Match zusammenfindest nur um Minuten später festzustellen, dass du immer noch nicht geblinzelt hast, wirst du den ersten Schritt in die digitale Droge, die Smash Bros. Brawl ist, gemacht haben […]“

### Verkaufszahlen
In Japan konnte sich Super Smash Bros. Brawl bereits innerhalb von zwei Wochen nach Veröffentlichung über eine Million Mal verkaufen. In den Vereinigten Staaten konnte das Spiel mit 874.000 Verkäufen am ersten Verkaufstag, dem 9. März 2008, zum bis dato schnellstverkauften Spiel Nintendos werden. Außerdem konnten in den USA bereits nach 8 Tagen 1,4 Millionen Exemplare abgesetzt worden.
Super Smash Bros. Brawl konnte sich insgesamt 13,32 Millionen Mal verkaufen.

## Lösungsbuch
Zu dem Spiel ist ebenfalls ein offizieller Spieleberater erschienen, der dem Spieler zum Beispiel erklärt, was er auf welche Art und Weise freischalten kann oder welche Techniken bei einem bestimmten Charakter besonders erfolgversprechend sind.